# IAR-37
IAR–37, IAR–38 și IAR–39 este o serie de avioane românești, biplane, cu trei locuri, pentru recunoaștere si bombardament ușor, de concepție și realizare românească a anilor 1930. Realizatorul său este Industria Aeronautică Română.

## Versiuni

IAR-39
Schiţe din trei vederi.

În 1936 Uzina IAR a realizat proiectul unui avion de recunoaștere si bombardament ușor derivat din avionul francez Potez 25. Inițial acest avion a fost echipat cu motorul IAR 14K, motor de tip Gnome-Rhône Mistral Major, care era fabricat sub licență. Prototipul (IAR 37.1) a fost testat în primăvara anului 1937, iar ca urmare a bunelor rezultate la testare a început fabricarea lui sub denumirea de IAR&–37. Pe baza unui contract cu Ministerul Aerului și Marinei, până la sfârșitul anului 1937 se livraseră 50 de bucăți.
În continuare motorul IAR 14K n-a mai fost disponibil, ca urmare s-a pus problema adaptării altui motor. În vara anului 1938 a fost adaptat motorul BMW-132A, de 700 CP, pentru care a fost nevoie de câteva modificări ale celulei. Versiunea echipată cu acest motor s-a numit IAR 38 și din această versiune s-au fabricat 75 de exemplare.
În noiembrie 1938 a fost disponibil noul motor IAR 14K II C32, motor cu care au fost echipate 49 de avioane IAR 37, însă, datorită variantelor de motoare tot mai puternice, au apărut probleme la structură, care au necesitat modificări ale proiectului inițial. Primul aparat din noua variantă, numită IAR 39, a efectuat primul zbor în data de 13 martie 1940, iar până la sfârșitul anului au fost produse 95 de bucăți. Deoarece uzinele IAR erau aglomerate cu fabricarea avioanelor  IAR 80 și bombardiere SM 79B, începând cu anul 1942 producția a fost transferată la SET București, unde avionul a primit și un motor îmbunătățit, motorul IAR 14K IVC. Varianta fabricată la SET s-a numit IAR 39A. Producția a încetat în toamna anului 1944 după ce fuseseră produse 160 de avioane. La seria avioanelor produse la SET s-a adăugat litera „S”.

## Activitate operațională
Primele aparate au ajuns în dotarea escadrilelor de observație în 1939. Până la sfârșitul anului 1940 trei Flotile de Informații erau complet echipate cu avioane IAR 37, 38 sau 39. organizarea era următoarea:
- Flotila 1 Informații, cu baza pe aerodromul din Iași, care avea în componență escadrilele de observație 19, 20, 21 și 22;
- Flotila 2 Informații, cu baza pe aerodromul din Someșeni-Cluj, care avea în componență escadrilele de observație 11, 12, 13 și 14;
- Flotila 3 Informații, cu baza pe aerodromul din Galați, care avea în componență escadrilele de observație 15, 16, 17 și 18.

Fiecare escadrilă era formată din 12 aparate.

#### Primul val, în 1941
Aceste flotile au participat la cel de al doilea război mondial odată cu începerea operațiunii Barbarossa, în 22 iunie 1941. La fiecare corp de armată i-au fost atașate escadrile de observație, folosite pentru observarea și fotografierea liniei frontului și a mișcărilor trupelor inamice. Din total, 11 escadrile (nr. 11, 12, 13, 14, 15, 16, 17, 19, 20, 21 și 22) au fost folosite în misiuni de recunoaștere, observație și legătură și una (18) în misiuni de bombardament ușor. Au fost folosite și pentru a ataca  trupele inamice, pozițiile de artilerie,  convoaiele,  mitralierele antiaeriene și formațiunile de partizani.
Repartizarea escadrilelor a fost următoarea: escadrilele 11, 12, 13, 14 erau repartizate Comandamentului Aeronautic, ca escadrile de legătură cu Armatele a 3-a și a 4-a. Escadrila 15 era atașată Diviziei 1 Blindate. Escadrila 16 se afla la dispoziția Comandamentului Aeronautic Dobrogea. Escadrilele 17, 20 și 22 serveau Armata a 4-a ca escadrile de observație. Escadila 18 făcea parte din Grupul 2 din Flotila 2 Bombardament. Escadrilele 19 și 21 serveau Armata a 4-a ca escadrile de observație.
Prima pierdere a survenit chiar în prima zi a atacului, când un IAR 37 al escadrilei de recunoaștere nr. 19 a fost doborât de un aparat Polikarpov I-153 al VVS (Voenno-Vozduhnîe Silî - Forțele Aeriene de Război Sovietice). În această zi au fost pierdute 4 aparate de observație. Prima victorie a fost omologată două zile mai târziu, când sergentul Vasile Pușcașu, mitraliorul din spate al unui aparat IAR 39 al escadrilei de recunoaștere nr. 22 a doborât un aparat Polikarpov I-16 „Rata”. În timpul acestei prime campanii s-au pierdut 30 de aparate de tip IAR 37, 38 sau 39.

#### La Stalingrad, în 1942
În  campania de la Stalingrad din perioada septembrie 1942 - ianuarie 1943 au participat șase din escadilele de observație și escadrila de bombardament ușor. Pierderile în campanie au fost de 13 aparate IAR 38/39.

#### În anul 1943
În anul 1943 majoritatea misiunilor au avut ca obiectiv recunoașterea deasupra  Mării Negre și escortarea convoaielor între Constanța, Odesa și Sevastopol. De asemenea, s-au executat misiuni de recunoaștere a zonei frontului. Din noiembrie 1943 câteva IAR 37 și 39 au fost folosite la remorcarea  planoarelor DFS-230 ale Escadrilei 109 de transport cu planoare care aparținea de Grupul de Aerotransport. Aparatele de tip IAR 38 datorită motoarelor lor mai slabe nu puteau tracta planoarele încărcate la capacitatea lor utilă de 1100 kg, ci încărcate cu doar 500 kg.

#### În anul 1944
În anul 1944 aparatele IAR 39 au fost comasate în 9 escadrile de observație, iar aparatele IAR 37 au echipat escadrila de bombardament ușor. Toate au executat misiuni în zona frontului. După evenimentele din august 1944, două escadrile de observație a Grupului 2 de Observație a luat parte la campania din Transilvania. Acestora li s-a alăturat în curând alte două escadrile de observație, ale Grupului 1 de Observație. În campania din Transilvania au fost pierdute 10 aparate. Campania a continuat în Ungaria, Slovacia și Cehia. Datorită puținelor avioane de vânătoare inamice rămase, pierderile în rândul aparatelor de observație au fost determinate de apărarea antiaeriană. Ultimul aparat pierdut în război a fost un IAR 39, în data de 8 mai 1945, lângă Voderady, în estul  Moraviei. Ultima misiune a ARR în război a fost în data de 9 mai 1945, de observare a predării trupelor germane.
Cu toată viteza lor scăzută și vulnerabilitatea datorată lipsei oricărui blindaj, aparatele IAR 37, 39 și 30, poreclite „Moș Neață” au fost utilizate de ARR din prima până în ultima zi de război. Datorită lor, infanteria a avut un sentiment de siguranță știindu-le patrulând pe deasupra și dirijând tirurile de artilerie.

#### După război
După război, aparatele rămase au primit înmatriculări civile și au fost folosite până în anii '60. Niciun aparat nu s-a păstrat până în prezent.

## Caracteristici tehnice
|                                           |        | IAR-37       | IAR-38       | IAR-39         | IAR-39A        |
| ----------------------------------------- | ------ | ------------ | ------------ | -------------- | -------------- |
| Anvergură (aripa superioară / inferioară) | m      | 12,22 / 10   | 12,22 / 10   | 13,10 /10      | 13,10 /10      |
| Lungime                                   | m      | 9,5          | 9,5          | 9,6            | 9,6            |
| Înălțime                                  | m      | 4,09         | 4,09         | 4,09           | 4,09           |
| Greutate (gol)                            | kg     | 2219         | 2219         | 2177           | 2177           |
| Greutate (cu bombe)                       | kg     | 3435         | 3435         | 3085           | 3085           |
| Greutate (recunoaștere)                   | kg     | 3060         | 3060         | 3007           | 3007           |
| Viteză maximă (la înălțimea de, m)        | km/h   | 335 ( 3000 ) | 220 ( 3200 ) | 330 ( 3200 )   | 336 ( 3200 )   |
| Timp de urcare la 4000 m                  | min: s | 8:30         | 8:30         | 7:50           | 7:18           |
| Plafon                                    | m      | 8000         | 7000         | 8000           | 8000           |
| Rază de acțiune                           | km     | 650          | 680          | 680            | 680            |
| Motor                                     |        | IAR 14K      | BMW 132A     | IAR 14K II C32 | IAR 14K IV C32 |
| Putere motor                              | CP     | 870          | 700          | 900            | 1025           |
| Exemplare produse                         |        | 50           | 75           | 95             | 160            |

Trenul de aterizare principal avea roți Dowty cu anvelope 850 x 180 mm. În coadă avea o bechie orientabilă cu amortizor oleopneumatic de tip TU-IAR.
Motoare

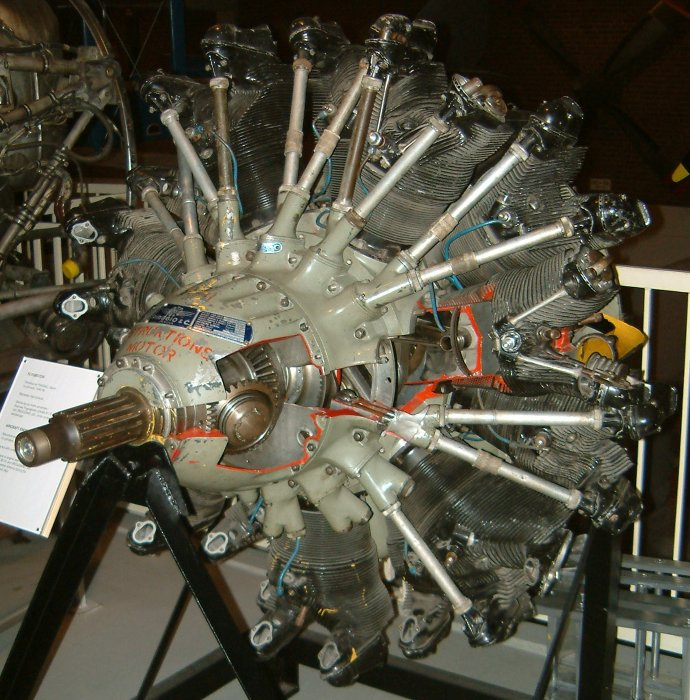
Motor Piaggio-P.XI secţionat.
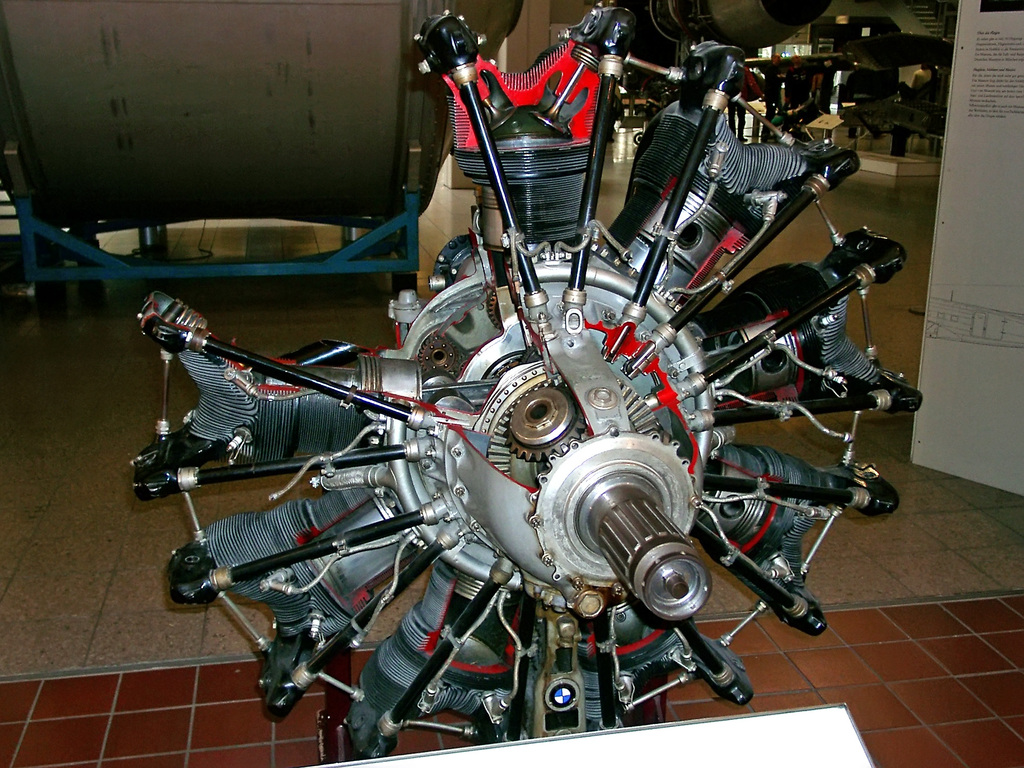
Motor BMW 132 secţionat.

Motorul Piaggio-P.XI este derivat din același motor Gnome-Rhône Mistral Major ca și IAR 14K, fiind extrem de asemănător ca aspect exterior. 
Combustibilul putea fi încărcat în două rezervoare, unul principal de 539 litri și unul de 123 litri montat sub scaunul pilotului.
Elicea era bipală, din lemn, cu un diametru de 3,400 m.

## Aparatură
Aparatura cu care era dotat permitea și  navigația pe timp de noapte. Avionul avea două faruri escamotabile în aripi. Avionul avea instalație de stins  incendiile și instalație de oxigen pentru fiecare membru. Avionul dispunea de un radio Telefunken 901 A/F cu o putere de 20 W cu o antenă fixă și una trenantă.

## Armament
|            | Tip              | Amplasare | IAR-37      | IAR-38      | IAR-39      | IAR-39A     |
| ---------- | ---------------- | --------- | ----------- | ----------- | ----------- | ----------- |
| Mitraliere | Browning PWU     | Aripă     | 2 x 7,92 mm | 2 x 7,92 mm | 1 x 7,92 mm | 1 x 7,92 mm |
| Mitralieră | Browning FN      | Ventral   | 1 x 7,92 mm | 1 x 7,92 mm | 1 x 7,92 mm | 1 x 7,92 mm |
| Mitralieră | Rheinmetal MG 15 | Turelă    | 1 x 7,92 mm | 1 x 7,92 mm | 1 x 7,92 mm | 1 x 7,92 mm |
| Bombe      |                  | Sub aripi | 12 x 50 kg  | 12 x 50 kg  | 24 x 12 kg  | 24 x 12 kg  |

Dispozitivul de lansare a bombelor era de tip IAR-Barbieri, cu vizor cu fire reticulare sau de tip Estopey.